# Huia nasica
Huia nasica és una espècie de granota que viu a la Xina, Laos, Tailàndia, Vietnam i, possiblement també, a Myanmar.
Està amenaçada d'extinció per la pèrdua del seu hàbitat natural.